# زانیس (اکلاهما)
زانیس (به انگلیسی: Zaneis) یک منطقهٔ مسکونی در ایالات متحده آمریکا است که در شهرستان کارتر، اکلاهما واقع شده‌است.